# Френк Корачи
Френк Корачи (енгл. Frank Coraci; Ширли, 3. фебруар 1966) амерички је филмски редитељ и сценариста. Познат је по свом радом с глумцем Адамом Сандлером.

## Филмографија
| Година | Српски наслов             | Изворни наслов | Редитељ | Сценариста | Продуцент |
| ------ | ------------------------- | -------------- | ------- | ---------- | --------- |
| 1995.  | Убијена невиност          |                | Да      | Да         | Не        |
| 1998.  | Свадбени певач            |                | Да      | Не         | Не        |
| 1998.  | Водоноша                  |                | Да      | Не         | Не        |
| 2004.  | Пут око света за 80 дана  |                | Да      | Не         | Не        |
| 2006.  | Клик                      |                | Да      | Не         | Не        |
| 2011.  | Чувар зоолошког врта      |                | Да      | Не         | Не        |
| 2012.  | Професор тешке категорије |                | Да      | Не         | Не        |
| 2014.  | Случајно заједно          |                | Да      | Не         | Не        |
| 2015.  | Смешних 6                 |                | Да      | Не         | Не        |
| 2018.  | Врућ ваздух               |                | Да      | Не         | Да        |